# Ragnvald Martinsen
Ragnvald Martinsen ( 15 de agosto de 1906 — 15 de dezembro de 1987) foi um ciclista norueguês. Nos Jogos Olímpicos de Verão de 1928 em Amsterdã, Martinsen competiu representando a Noruega na prova de estrada (individual), no entanto, ele não terminou a corrida.